# Friedrich Bayer
Friedrich Bayer (Barmen (Wuppertal), 6 de juny de 1825 - Würzburg, 6 de maig de 1880) fou un industrial alemany, fundador de l'empresa «Farbenfabriken Friedrich Bayer & Co.» de fabricació de pigments tèxitls, cleda de la futura multinacional química i farmacèutica Bayer.

## Família
Fill de Peter Heinrich Friedrich Bayer i Maria Catharina Utermann, la seva família es dedicava a les manufactures de seda. Es va casar el 1848 amb Carolina Juliana Hülsenbusch. Tingueren cinc fills. El 1851 nasqué el seu primogènit Friedrich, que continuà amb l'empresa familiar junts amb el seu cunyat Henry Theodore von Böttinger i Carl Duisberg.

## Treball
El 1839 va entrar d'aprenent en una botiga de productes químics i ben aviat es va començar a familiaritzar amb les substàncies relacionades amb el tenyit de teixits. Va experimentar amb diversos colorants i el 1848 va obrir la seva pròpia empresa comercial que distribuïa a diversos països d'Europa.
Aviat afegí la producció a la distribució i demostrà una gran visió de futur. Al seu catàleg de colorants naturals de qualitat, amb què començà, va anar incorporant els nous productes que oferien els avenços de la química, com els basats en el quitrà i les anilines.
El 1863 fundà, en societat amb Johann Friedrich Weskott, l'empresa Farbenfabriken Friedrich Bayer & Co, que progressà ràpidament i aviat obligà a construir una nova planta a Elberfeld, el 1866. Un dels seus clients importants a Barcelona va ser L'Espanya Industrial.
A la mort de Bayer el 1880, l'empresa gaudia d'un fort prestigi internacional, amb més de 400 treballadors a la planta i una xarxa mundial de distribució, i, en mans dels hereus, passà a societat anònima, amb el nom actual de Bayer AG.